# 鶯谷奇譚 UGUISUDANI
『鶯谷奇譚 UGUISUDANI』日本映画、上映時間は113分。東京のブラックボックス鶯谷。上野の墓地群と隠微なラブホテル外の狭間の妖しい空間。挫折した地下アイドルと元画学生がミステリアスな街に飲み込まれていく。センチメンタルな不条理を鶯谷の片隅に描く。撮影監督中野英世（『殯の森』など）の撮ったシーン（全てではない）が美しく印象的な作品。大木一史監督（NHK～TBS)の第一回映画監督作。2人はNHK時代からの友人同士。

## 上映
- プレミア上映
  - 2015年7月19日「爆音映画祭 in神戸2015」招待作品（神戸アートビレッジセンター）
- 2016年
  - 4月9日 - 神奈川・相模大野（相模女子大学グリーンホール）
  - 5月20・21・22日 - 東京・渋谷（ユーロライブ）
  - 9月9・10日 - 大阪（GANZ toi,toi,toi）
  - 12月 - 月曜夜、東京・八王子（ZONE LOUNGE）

## キャスト
- 福田英和 - 主演：神野裕樹
- 山内志織（PopLip） - 主演：三木あおい
- 松本雅宏
- 桑島義明
- 谷川俊
- 高山春夫
- 杜江良
- 和泉妃夏
- 伊藤あすか
- 中島佐知子
- 飯尾広海
- 高橋ナツミ（DISDOL）
- Candy Kiss
- WenDee
- 中島雅春
- 瀧航大
- 山本研二
- 清水英行
- 筒井紘二
- 小田貴之
- 志賀祐起
- 金沢悠人
- 川原那緒
- 夏木るる（AMiE）
- 八戸美月（AMiE）
- 眞知
- 邱太郎

## スタッフ
- 脚本：渡辺りつ子（渡辺典子）[要検証 – ノート]、大木一史
- 撮影監督：中野英世
- 音響監督：樋口泰人（boid）
- 照明応援：大島孝夫
- スチール：糸川燿史
- 助監督：有馬尚史
- 編集：大木一史、有馬尚史
- 制作協力：伊佐あつ子（AGITO）、喜屋武元貴、磯野充（ベルエージェンシー）
- 劇中歌
  - 作曲：阿部真
  - 作詞：mele
- 撮影：仁禮洋志、有馬尚史
- 録音：中島悠（ホリーアイランド）
- 美術：ホリーアイランド美術部
- HP制作：喜屋武元貴
- クリエイティブディレクション：YPK
- 持道具（銃器）監修：濱崎勝明（AGITO）
- 楽器協力演奏監修：戸田光則
- ヘアー（山内志織）：ヤシキタクヤ
- 料理指導：山田三津子
- 製作：石坂重二、大木一史
- ラインプロデューサー：小島ヒロアキ（ホリーアイランド）
- プロデューサー：栗田豊（AGITO）
- 制作宣伝協力：ホリーアイランド
- 企画製作配給：AGITO
- 監督：大木一史（AGITO）

## 特別協力
- 劇團旅藝人
- 石坂悦子
- 奥村喜一郎（豆冨料理根ぎし笹乃雪）
- 田浦徹（一般財団法人子規庵保存会）
- 原田努務（株式会社ダブルフォックス）
- 蔵屋敷英樹（ベルエージェンシー）
- 佐藤慶子（MuCuL)
- 清水領一（富士企画株式会社）